# Grand Prix Bahrajnu 2015
Grand Prix Bahrajnu 2015 (oficiálně 2015 Formula 1 Gulf Air Bahrain Grand Prix) se jela na okruhu Bahrain International Circuit nedaleko města Sachír v Bahrajnu dne 19. dubna 2015. Závod byl čtvrtým v pořadí v sezóně 2015 šampionátu Formule 1.

## Kvalifikace
| Poř.                       | No. | Jezdec           | Konstruktér             | Časy v kvalifikaci | Časy v kvalifikaci | Časy v kvalifikaci | Pořadí na startu |
| Poř.                       | No. | Jezdec           | Konstruktér             | Q1                 | Q2                 | Q3                 | Pořadí na startu |
| -------------------------- | --- | ---------------- | ----------------------- | ------------------ | ------------------ | ------------------ | ---------------- |
| 1                          | 44  | Lewis Hamilton   | Mercedes                | 1:33.928           | 1:32.669           | 1:32.571           | 1                |
| 2                          | 5   | Sebastian Vettel | Ferrari                 | 1:34.919           | 1:33.623           | 1:32.982           | 2                |
| 3                          | 6   | Nico Rosberg     | Mercedes                | 1:34.398           | 1:33.878           | 1:33.129           | 3                |
| 4                          | 7   | Kimi Räikkönen   | Ferrari                 | 1:34.568           | 1:33.540           | 1:33.227           | 4                |
| 5                          | 77  | Valtteri Bottas  | Williams-Mercedes       | 1:34.161           | 1:33.897           | 1:33.381           | 5                |
| 6                          | 19  | Felipe Massa     | Williams-Mercedes       | 1:34.488           | 1:33.551           | 1:33.744           | 6                |
| 7                          | 3   | Daniel Ricciardo | Red Bull Racing-Renault | 1:34.691           | 1:34.403           | 1:33.832           | 7                |
| 8                          | 27  | Nico Hülkenberg  | Force India-Mercedes    | 1:35.653           | 1:34.613           | 1:34.450           | 8                |
| 9                          | 55  | Carlos Sainz Jr. | Toro Rosso-Renault      | 1:35.371           | 1:34.641           | 1:34.462           | 9                |
| 10                         | 8   | Romain Grosjean  | Lotus-Mercedes          | 1:35.007           | 1:34.123           | 1:34.484           | 10               |
| 11                         | 11  | Sergio Pérez     | Force India-Mercedes    | 1:35.451           | 1:34.704           |                    | 11               |
| 12                         | 12  | Felipe Nasr      | Sauber-Ferrari          | 1:35.310           | 1:34.737           |                    | 12               |
| 13                         | 9   | Marcus Ericsson  | Sauber-Ferrari          | 1:35.438           | 1:35.034           |                    | 13               |
| 14                         | 14  | Fernando Alonso  | McLaren-Honda           | 1:35.205           | 1:35.039           |                    | 14               |
| 15                         | 33  | Max Verstappen   | Toro Rosso-Renault      | 1:35.611           | 1:35.103           |                    | 15               |
| 16                         | 13  | Pastor Maldonado | Lotus-Mercedes          | 1:35.677           |                    |                    | 16               |
| 17                         | 26  | Daniil Kvjat     | Red Bull Racing-Renault | 1:35.800           |                    |                    | 17               |
| 18                         | 28  | Will Stevens     | MRT-Ferrari             | 1:38.713           |                    |                    | 18               |
| 19                         | 98  | Roberto Merhi    | MRT-Ferrari             | 1:39.722           |                    |                    | 19               |
| 107% času vítěze: 1:40.502 |     |                  |                         |                    |                    |                    |                  |
| —                          | 22  | Jenson Button    | McLaren-Honda           | Bez času           |                    |                    | 20               |
| Zdroj:                     |     |                  |                         |                    |                    |                    |                  |

Poznámky
1. ↑  Jenson Button nezaznamenal čas, kterým by se kvalifikoval ve 107 % času vítěze. Start mu byl povolen sportovními komisaři.

## Závod
| Poř.   | No. | Jezdec           | Konstruktér             | Počet kol | Čas/Odstoupení   | Pořadí na startu | Body |
| ------ | --- | ---------------- | ----------------------- | --------- | ---------------- | ---------------- | ---- |
| 1      | 44  | Lewis Hamilton   | Mercedes                | 57        | 1:35:05.809      | 1                | 25   |
| 2      | 7   | Kimi Räikkönen   | Ferrari                 | 57        | +3.380           | 4                | 18   |
| 3      | 6   | Nico Rosberg     | Mercedes                | 57        | +6.033           | 3                | 15   |
| 4      | 77  | Valtteri Bottas  | Williams-Mercedes       | 57        | +42.957          | 5                | 12   |
| 5      | 5   | Sebastian Vettel | Ferrari                 | 57        | +43.989          | 2                | 10   |
| 6      | 3   | Daniel Ricciardo | Red Bull Racing-Renault | 57        | +1:01.751        | 7                | 8    |
| 7      | 8   | Romain Grosjean  | Lotus-Mercedes          | 57        | +1:24.763        | 10               | 6    |
| 8      | 11  | Sergio Pérez     | Force India-Mercedes    | 56        | +1 kolo          | 11               | 4    |
| 9      | 26  | Daniil Kvjat     | Red Bull Racing-Renault | 56        | +1 kolo          | 17               | 2    |
| 10     | 19  | Felipe Massa     | Williams-Mercedes       | 56        | +1 kolo          | 6                | 1    |
| 11     | 14  | Fernando Alonso  | McLaren-Honda           | 56        | +1 kolo          | 14               |      |
| 12     | 12  | Felipe Nasr      | Sauber-Ferrari          | 56        | +1 kolo          | 12               |      |
| 13     | 27  | Nico Hülkenberg  | Force India-Mercedes    | 56        | +1 kolo          | 8                |      |
| 14     | 9   | Marcus Ericsson  | Sauber-Ferrari          | 56        | +1 kolo          | 13               |      |
| 15     | 13  | Pastor Maldonado | Lotus-Mercedes          | 56        | +1 kolo          | 16               |      |
| 16     | 28  | Will Stevens     | MRT-Ferrari             | 55        | +2 kola          | 181              |      |
| 17     | 98  | Roberto Merhi    | MRT-Ferrari             | 54        | +3 kola          | 19               |      |
| Ret    | 33  | Max Verstappen   | Toro Rosso-Renault      | 34        | Elektronika      | 15               |      |
| Ret    | 55  | Carlos Sainz Jr. | Toro Rosso-Renault      | 29        | Kolo             | 9                |      |
| DNS    | 22  | Jenson Button    | McLaren-Honda           | 0         | Pohonná jednotka | —                |      |
| Zdroj: |     |                  |                         |           |                  |                  |      |

Poznámky
1. ↑  Pastor Maldonado obdržel penalizaci 5 sekund za špatné umístění na startovním roštu.

## Průběžné pořadí po závodě
Pohár jezdců
|   | Pořadí | Jezdec           | Body |
| - | ------ | ---------------- | ---- |
|   | 1      | Lewis Hamilton   | 93   |
| 1 | 2      | Nico Rosberg     | 66   |
| 1 | 3      | Sebastian Vettel | 65   |
| 1 | 4      | Kimi Räikkönen   | 42   |
| 1 | 5      | Felipe Massa     | 31   |

Pohár konstruktérů
|   | Pořadí | Konstruktér             | Body |
| - | ------ | ----------------------- | ---- |
|   | 1      | Mercedes                | 159  |
|   | 2      | Ferrari                 | 107  |
|   | 3      | Williams-Mercedes       | 61   |
| 1 | 4      | Red Bull Racing-Renault | 23   |
| 1 | 5      | Sauber-Ferrari          | 19   |